# Lijst van koningen van Aššur
De onderstaande tabel van de koningen van Aššur is vooral gebaseerd op de Assyrische koningslijst. De  nummering tot 110 weerspiegelt de nummering op die lijst en is voortgezet voor koningen na Salmanasser V die niet meer op de gevonden lijsten voorkomen.
De koningen van Aššur waren tot de regering van Sjamsji-Adad I in 1813 v.Chr. primi inter pares (eersten onder hun gelijken), maar deze Amoriet introduceerde de absolute monarchie.
| "Koningen die in tenten leefden"                    | "Koningen die in tenten leefden" | "Koningen die in tenten leefden" | "Koningen die in tenten leefden" |
| --------------------------------------------------- | -------------------------------- | --- | --- |
| 1                                                   | Tudiya                           | ca. 2350 v.Chr. | |
| 2                                                   | Adamu                            | Volgens Yamada weerspiegelen deze 'koningen' niet veel meer dan de namen van de nomadische Amoritische clans die Sjamsji-Adad I als zijn voorouders beschouwde, en Finkelstein wijst op de grote overeenkomst met namen in genealogie van Hammurabi maar vondsten met de naam Tudiya geven aan dat er meer achter kan steken. Vooralsnog weten we niet meer dan de namen op de koningslijst. | Volgens Yamada weerspiegelen deze 'koningen' niet veel meer dan de namen van de nomadische Amoritische clans die Sjamsji-Adad I als zijn voorouders beschouwde, en Finkelstein wijst op de grote overeenkomst met namen in genealogie van Hammurabi maar vondsten met de naam Tudiya geven aan dat er meer achter kan steken. Vooralsnog weten we niet meer dan de namen op de koningslijst. |
| 3                                                   | Yangi                            | Volgens Yamada weerspiegelen deze 'koningen' niet veel meer dan de namen van de nomadische Amoritische clans die Sjamsji-Adad I als zijn voorouders beschouwde, en Finkelstein wijst op de grote overeenkomst met namen in genealogie van Hammurabi maar vondsten met de naam Tudiya geven aan dat er meer achter kan steken. Vooralsnog weten we niet meer dan de namen op de koningslijst. | Volgens Yamada weerspiegelen deze 'koningen' niet veel meer dan de namen van de nomadische Amoritische clans die Sjamsji-Adad I als zijn voorouders beschouwde, en Finkelstein wijst op de grote overeenkomst met namen in genealogie van Hammurabi maar vondsten met de naam Tudiya geven aan dat er meer achter kan steken. Vooralsnog weten we niet meer dan de namen op de koningslijst. |
| 4                                                   | Suhlamu                          | Volgens Yamada weerspiegelen deze 'koningen' niet veel meer dan de namen van de nomadische Amoritische clans die Sjamsji-Adad I als zijn voorouders beschouwde, en Finkelstein wijst op de grote overeenkomst met namen in genealogie van Hammurabi maar vondsten met de naam Tudiya geven aan dat er meer achter kan steken. Vooralsnog weten we niet meer dan de namen op de koningslijst. | Volgens Yamada weerspiegelen deze 'koningen' niet veel meer dan de namen van de nomadische Amoritische clans die Sjamsji-Adad I als zijn voorouders beschouwde, en Finkelstein wijst op de grote overeenkomst met namen in genealogie van Hammurabi maar vondsten met de naam Tudiya geven aan dat er meer achter kan steken. Vooralsnog weten we niet meer dan de namen op de koningslijst. |
| 5                                                   | Harharu                          | Volgens Yamada weerspiegelen deze 'koningen' niet veel meer dan de namen van de nomadische Amoritische clans die Sjamsji-Adad I als zijn voorouders beschouwde, en Finkelstein wijst op de grote overeenkomst met namen in genealogie van Hammurabi maar vondsten met de naam Tudiya geven aan dat er meer achter kan steken. Vooralsnog weten we niet meer dan de namen op de koningslijst. | Volgens Yamada weerspiegelen deze 'koningen' niet veel meer dan de namen van de nomadische Amoritische clans die Sjamsji-Adad I als zijn voorouders beschouwde, en Finkelstein wijst op de grote overeenkomst met namen in genealogie van Hammurabi maar vondsten met de naam Tudiya geven aan dat er meer achter kan steken. Vooralsnog weten we niet meer dan de namen op de koningslijst. |
| 6                                                   | Mandaru                          | Volgens Yamada weerspiegelen deze 'koningen' niet veel meer dan de namen van de nomadische Amoritische clans die Sjamsji-Adad I als zijn voorouders beschouwde, en Finkelstein wijst op de grote overeenkomst met namen in genealogie van Hammurabi maar vondsten met de naam Tudiya geven aan dat er meer achter kan steken. Vooralsnog weten we niet meer dan de namen op de koningslijst. | Volgens Yamada weerspiegelen deze 'koningen' niet veel meer dan de namen van de nomadische Amoritische clans die Sjamsji-Adad I als zijn voorouders beschouwde, en Finkelstein wijst op de grote overeenkomst met namen in genealogie van Hammurabi maar vondsten met de naam Tudiya geven aan dat er meer achter kan steken. Vooralsnog weten we niet meer dan de namen op de koningslijst. |
| 7                                                   | Imsju                            | Volgens Yamada weerspiegelen deze 'koningen' niet veel meer dan de namen van de nomadische Amoritische clans die Sjamsji-Adad I als zijn voorouders beschouwde, en Finkelstein wijst op de grote overeenkomst met namen in genealogie van Hammurabi maar vondsten met de naam Tudiya geven aan dat er meer achter kan steken. Vooralsnog weten we niet meer dan de namen op de koningslijst. | Volgens Yamada weerspiegelen deze 'koningen' niet veel meer dan de namen van de nomadische Amoritische clans die Sjamsji-Adad I als zijn voorouders beschouwde, en Finkelstein wijst op de grote overeenkomst met namen in genealogie van Hammurabi maar vondsten met de naam Tudiya geven aan dat er meer achter kan steken. Vooralsnog weten we niet meer dan de namen op de koningslijst. |
| 8                                                   | Harsju                           | Volgens Yamada weerspiegelen deze 'koningen' niet veel meer dan de namen van de nomadische Amoritische clans die Sjamsji-Adad I als zijn voorouders beschouwde, en Finkelstein wijst op de grote overeenkomst met namen in genealogie van Hammurabi maar vondsten met de naam Tudiya geven aan dat er meer achter kan steken. Vooralsnog weten we niet meer dan de namen op de koningslijst. | Volgens Yamada weerspiegelen deze 'koningen' niet veel meer dan de namen van de nomadische Amoritische clans die Sjamsji-Adad I als zijn voorouders beschouwde, en Finkelstein wijst op de grote overeenkomst met namen in genealogie van Hammurabi maar vondsten met de naam Tudiya geven aan dat er meer achter kan steken. Vooralsnog weten we niet meer dan de namen op de koningslijst. |
| 9                                                   | Didanu                           | Volgens Yamada weerspiegelen deze 'koningen' niet veel meer dan de namen van de nomadische Amoritische clans die Sjamsji-Adad I als zijn voorouders beschouwde, en Finkelstein wijst op de grote overeenkomst met namen in genealogie van Hammurabi maar vondsten met de naam Tudiya geven aan dat er meer achter kan steken. Vooralsnog weten we niet meer dan de namen op de koningslijst. | Volgens Yamada weerspiegelen deze 'koningen' niet veel meer dan de namen van de nomadische Amoritische clans die Sjamsji-Adad I als zijn voorouders beschouwde, en Finkelstein wijst op de grote overeenkomst met namen in genealogie van Hammurabi maar vondsten met de naam Tudiya geven aan dat er meer achter kan steken. Vooralsnog weten we niet meer dan de namen op de koningslijst. |
| 10                                                  | Hanu                             | Volgens Yamada weerspiegelen deze 'koningen' niet veel meer dan de namen van de nomadische Amoritische clans die Sjamsji-Adad I als zijn voorouders beschouwde, en Finkelstein wijst op de grote overeenkomst met namen in genealogie van Hammurabi maar vondsten met de naam Tudiya geven aan dat er meer achter kan steken. Vooralsnog weten we niet meer dan de namen op de koningslijst. | Volgens Yamada weerspiegelen deze 'koningen' niet veel meer dan de namen van de nomadische Amoritische clans die Sjamsji-Adad I als zijn voorouders beschouwde, en Finkelstein wijst op de grote overeenkomst met namen in genealogie van Hammurabi maar vondsten met de naam Tudiya geven aan dat er meer achter kan steken. Vooralsnog weten we niet meer dan de namen op de koningslijst. |
| 11                                                  | Zuabu                            | Volgens Yamada weerspiegelen deze 'koningen' niet veel meer dan de namen van de nomadische Amoritische clans die Sjamsji-Adad I als zijn voorouders beschouwde, en Finkelstein wijst op de grote overeenkomst met namen in genealogie van Hammurabi maar vondsten met de naam Tudiya geven aan dat er meer achter kan steken. Vooralsnog weten we niet meer dan de namen op de koningslijst. | Volgens Yamada weerspiegelen deze 'koningen' niet veel meer dan de namen van de nomadische Amoritische clans die Sjamsji-Adad I als zijn voorouders beschouwde, en Finkelstein wijst op de grote overeenkomst met namen in genealogie van Hammurabi maar vondsten met de naam Tudiya geven aan dat er meer achter kan steken. Vooralsnog weten we niet meer dan de namen op de koningslijst. |
| 12                                                  | Nuabu,                           | zoon van Zuabu | |
| 13                                                  | Abazu,                           | zoon van Nuabu | onderkoning van Maništušu van Akkad, |
| 14                                                  | Belu of Tillu                    | zoon van Abazu, | |
| 15                                                  | Asarah                           | zoon van Belu | |
| 16                                                  | Ušpia                            | ca. 2020 v.Chr. | |
| Koningen wier vaders bekend zijn                    |                                  | | |
| 17                                                  | Apiashal                         | zoon van Ušpia | |
| 18                                                  | Hale                             | zoon van Apiasjal | |
| 19                                                  | Samani                           | zoon van Hale | |
| 20                                                  | Hayani                           | zoon van Hayani | |
| 21                                                  | Ilu-mer                          | zoon van Hayani | |
| 22                                                  | Yakmesi                          | zoon van Ilu-Mer | |
| 23                                                  | Yakmeni                          | zoon van Yakmesi | |
| 24                                                  | Yazkur-el                        | zoon van Yakmeni | |
| 25                                                  | Ila-Kabkabu                      | zoon van Yazkur-El | |
| 26                                                  | Aminu                            | zoon van Ila-kabkabu | |
| Koningen wier eponiemen onbekend zijn               |                                  | | |
| 27                                                  | Sulili                           | zoon van Aminu | |
| 28                                                  | Kikkia                           | zoon van Sulili | |
| 29                                                  | Akiya                            | zoon van Kikkiya | |
| 30                                                  | Puzur-Aššur I                    | ca. 1975 v.Chr. | Eerste koning met een Akkadische naam. |
| 31                                                  | Šallim-Ahhe                      | -1946 v.Chr. | zoon van Puzur-Aššur I |
| 32                                                  | Ilušuma                          | ca. 1945-1906 v.Chr. | overvallen tot in Zuid-Mesopotamië |
| Oud-Assyrische periode                              |                                  | | |
| 33                                                  | Erišum I                         | 1974-1935 v.Chr. | |
| 34                                                  | Ikunum                           | 1934-1921 v.Chr. | |
| 35                                                  | Sargon I                         | 1920-1881 v.Chr. | |
| 36                                                  | Puzur-Assur II                   | 1880-1873 v.Chr. | |
| 37                                                  | Naram-Sin                        | 1872-1819 v.Chr. | |
| 38                                                  | Erišum II                        | 1818-1809 v.Chr. | |
| 39                                                  | Šamši-Adad I                     | 1808-1776 v.Chr. | Amoritische overweldiger |
| 40                                                  | Išme-Dagan I                     | 1775 1761? v.Chr. | Door Hammurabi van de troon gestoten |
| Bezetting, burgeroorlog en bevrijding van Amorieten |                                  | | |
|                                                     | Mut-aškur?                       | | Amoritische vazallen van Hammurabi |
|                                                     | Asinum?                          | | Amoritische vazallen van Hammurabi |
|                                                     | Puzur-Sin?                       | | Amoritische vazallen van Hammurabi |
| 41                                                  | Aššur-Dugul                      | 1741-1735 | Akkadiër |
| 42                                                  | Aššur-Apla-Idi                   | 1735 | Burgeroorlog |
| 43                                                  | Nasir-Sin                        | 1734 | Burgeroorlog |
| 44                                                  | Sin-Namir                        | 1734 | Burgeroorlog |
| 45                                                  | Ibqi-Isjtar                      | 1733 | Burgeroorlog |
| 46                                                  | Adad-Salulu                      | 1733 | Burgeroorlog |
| Adasiden-dynastie                                   |                                  | | |
| 47                                                  | Adasi                            | 1732 | |
| 48                                                  | Belu-Bani                        | 1700-1691 v.Chr. | |
| 49                                                  | Libaia                           | 1690-1674 v.Chr. | |
| 50                                                  | Šarma-Adad I                     | 1673-1662 v.Chr. | |
| 51                                                  | Iptar-Sin                        | 1661-1650 v.Chr. | |
| 52                                                  | Bazaira                          | 1649-1622 v.Chr. | |
| 53                                                  | Lullaia                          | 1621-1618 v.Chr. | |
| 54                                                  | Shu-Ninua                        | 1615-1602 v.Chr. | |
| 55                                                  | Šarma-Adad II                    | 1601 v.Chr. | |
| 56                                                  | Erišum III                       | 1598-1586 v.Chr. | |
| 57                                                  | Šamši-adad II                    | | |
| 58                                                  | Išme-Dagan II                    | | |
| 59                                                  | Šamši-adad III                   | | |
| 60                                                  | Aššur-nirari I                   | 1547-1522 v.Chr. | |
| 61                                                  | Puzur-aššur III                  | 1521-1498 v.Chr. | |
| 62                                                  | Enlil-nāṣir I                    | 1479-1466 v.Chr. | |
| 63                                                  | Nur-Ili                          | | |
| 64                                                  | Aššur-Šaduni                     | | |
| 65                                                  | Aššur-Rabi I                     | | |
| Vazalschap van Mitanni                              |                                  | | |
| 66                                                  | Aššur-Nadin-Ahhe I               | | |
| 67                                                  | Enlil-nasir II                   | | |
| 68                                                  | Aššur-Nirari II                  | | |
| 69                                                  | Aššur-Bel-Nišešu                 | | |
| 70                                                  | Aššur-Rā’im-Nišēšu               | 1408-1401 v.Chr. | |
| 71                                                  | Aššur-Nadin-Ahhe II              | † 1393 v.Chr. | |
| 72                                                  | Eriba-Adad I                     | 1392-1366 v.Chr. | |
| Midden-Assyrische periode                           |                                  | | |
| 73                                                  | Assur-Uballit I                  | 1365-1330 v.Chr. | Einde vazalschap van Mitanni |
| 74                                                  | Enlil-Nirari                     | 1330-1319 v.Chr. | |
| 75                                                  | Arik-Den-Ili                     | 1319-1308 v.Chr. | |
| 76                                                  | Adad-Nirari I                    | 1307-1275 v.Chr. | |
| 77                                                  | Salmanasser I                    | 1274-1245 v.Chr. | |
| 78                                                  | Tukulti-Ninurta I                | 1244-1208 v.Chr. | |
| 79                                                  | Assur-Nadin-Apli                 | 1207-1204 v.Chr. | |
| 80                                                  | Assur-Nirari III                 | 1203-1198 v.Chr. | |
| 81                                                  | Enlil-Kudurri-Usur               | 1197-1193 v.Chr. | |
| 82                                                  | Ninurta-Apil-Ekur                | 1192-1180 v.Chr. | |
| 83                                                  | Assur-Dan I                      | 1179-1134 v.Chr. | |
| 84                                                  | Ninurta-Tukulti-Assur            | 1133-1133 v.Chr. | |
| 85                                                  | Mutakkil-Nusku                   | 1133-1133 v.Chr. | |
| 86                                                  | Assur-Resh-Ishi I                | 1133-1116 v.Chr. | |
| 87                                                  | Tiglat-Pileser I                 | 1115-1077 v.Chr. | |
| 88                                                  | Asharid-Apal-Ekur                | 1077-1074 v.Chr. | |
| 89                                                  | Assur-Bel-Kala                   | 1074-1057 v.Chr. | |
| 90                                                  | Eriba-Adad II                    | 1056-1055 v.Chr. | |
| 91                                                  | Shamshi-Adad IV                  | 1054-1051 v.Chr. | |
| 92                                                  | Assurnasirpal I                  | 1050-1032 v.Chr. | |
| 93                                                  | Salmanasser II                   | 1031-1020 v.Chr. | |
| 94                                                  | Assur-Nirari IV                  | 1020-1016 v.Chr. | |
| 95                                                  | Assur-Rabi II                    | 1016-973 v.Chr. | |
| 96                                                  | Assur-Resh-Ishi II               | 973-967 v.Chr. | |
| 97                                                  | Tiglat-Pileser II                | 967-935 v.Chr. | |
| 98                                                  | Assur-Dan II                     | 934-912 v.Chr. | |
| Nieuw-Assyrische periode                            |                                  | | |
| 99                                                  | Adad-Nirari II                   | 911-891 v.Chr. | |
| 100                                                 | Tukulti-Ninurta II               | 891-883 v.Chr. | |
| 101                                                 | Assurnasirpal II                 | 883-859 v.Chr. | |
| 102                                                 | Salmanasser III                  | 858-824 v.Chr. | |
| 103                                                 | Samshi-Adad V                    | 823-810 v.Chr. | |
|                                                     | Sammuramat, regentes             | 810-806 v.Chr. | |
| 104                                                 | Adad-Nirari III                  | 806-783 v.Chr. | |
| 105                                                 | Salmanasser IV                   | 783-772 v.Chr. | |
| 106                                                 | Assur-Dan III                    | 772-755 v.Chr. | |
| 107                                                 | Assur-Nirari V                   | 754-745 v.Chr. | |
| 108                                                 | Tiglat-Pileser III               | 744-727 v.Chr. | |
| 109                                                 | Salmanasser V                    | 727-722 v.Chr. | |
| 110                                                 | Sargon II                        | 722-705 v.Chr. | |
| 111                                                 | Sanherib                         | 705-681 v.Chr. | |
| 112                                                 | Esarhaddon                       | 681-669 v.Chr. | |
| 113                                                 | Assurbanipal                     | 669- ca. 627 v.Chr. | |
| 114                                                 | Assur-Etil-Ilani                 | 627- ca. 623 v.Chr. | |
| 115                                                 | Sin-Shumu-Lishir                 | 626 | |
| 116                                                 | Sin-Shar-Ishkun                  | 623-10 augustus 612 v.Chr. | |
| 117                                                 | Assur-Uballit II                 | ca. 612- ca. 609 v.Chr. | |

In 612 v.Chr. viel Ninive, de Assyrische hoofdstad, voor de Meden en Babyloniërs. Gesteund door de Perzen en de Egyptenaren, bleef een Assyrische generaal nog even regeren vanuit Harran totdat dit ook werd ingenomen.